# Klit
 For alternative betydninger, se Klit (flertydig). (Se også artikler, som begynder med Klit)
En klit er i geografi en bakke af sand dannet af vindens bevægelser. Sand betyder i denne sammenhæng normalt stenkorn, hvis tværmål er mellem 2 mm og 0,06 mm. Denne bestemmelse indebærer, at dannelserne af klitter skyldes en kraft (vind), som påvirker et materiale (sand) til at skabe en bestemt terrænform kendetegnet ved en bestemt materialesammensætning og de ret stejle hældninger.
Klitter dannes, hvor store sandmængder er tilgængelige for blæstens påvirkning. Dette er tilfældet ved havet, hvor sandstranden giver materiale til klitdannelse, men sådanne betingelser kan også forekomme i indlandet, hvor fx hedesletter kan danne grundlag for indsander. Der er her tale om materiale tilført områderne før sidste istids afslutning, og hvor et beskyttende plantedække er blevet fjernet eller ødelagt.
Et parallelt fænomen til sandflugt er jordfygning i forbindelse med landbrug.

## Dannelse
Sandkorn kan sættes i bevægelse af vinden, når denne overskrider en vis tærskelværdi, den såkaldte friktionshastighed. For sandkorn af størrelse på 0,20-0,25 mm er denne tærskelværdi ca. 0,2 m/sek. Tærskelværdien påvirkes af forskellige forhold så som vindens turbulens, sandets ensartethed (sortering), overflade (topografi), fugtighed og plantedække (vegetation). I Danmark skal vinden typisk have en hastighed på 5-6 m/sek. for at sætte klitsand i bevægelse.
Størrelsen af den årlige sandtransport kan med tilnærmelse beregnes som Q ∞ V2 (V-V1)t, hvor V er den gennemsnitlige vindhastighed i 10 meters højde, V1 tærskelværdien for igangsættelse af sandtransport (ca. 6 m/s i 10 meters højde) og t angiver den andel af tiden i %, som vinden blæser fra en bestemt retning. Som det forstås, kan der ses bort fra det vindarbejde, der ikke overskrider tærskelværdien. Da vinden ikke blæser lige meget og lige stærkt fra alle retninger, kan man tale om en resulterende vindretning (en nettovindretning). Denne nettovindretning kan udtrykkes i en vindvirkeresultant. Den transportevne, som vinden har, kaldes driftspotentiale (DP) og beregnes i m3 pr. m. I ørkenområder er DP 6-35 m3 pr m, i Jylland normalt ca. 280 m3 pr. m og i visse kystområder endnu større. Den årlige mulige (potentielle) sandtransport i den resulterende vindretning kaldes resulterende driftpotentiale (RDP)..
De fleste klitter består af sandkorn af ensartet størrelse på mellem 0,330 mm og 0,160 mm, oftest velafrundede kvartskorn. Som regel er sandkorn i klittens øverste dele mere finkornede end i dens nederste dele. I visse tilfælde består klitter af vulkansk aske (fx på Island) eller kalksand. Ejendommelig for deres indre bygning er den diskordante parallelstruktur, som skyldes vindens vekslende retning og styrke.
Klitter dannes ved 4 processer: sandfygning på plane overflader, vindribbebevægelse, kornfald på læsider og sandskred på læsider, når den kritiske stablingsvinkel på 38°-34° overskrides. Dertil kommer påvirkningen fra fx plantevækst.

### Vindribber
Vindens første indflydelse er et sug eller træk i sandkornene. Når disse bringes i bevægelse, kan de flytte sig, og når de lander, giver de andre sandkorn et skub eller stød, hvilket betyder, at der skal lidt mindre vindenergi til også at bringe disse i bevægelse. Efter størrelse kan bevægelse ske på flere måder: ved krybning, små hop (kaldet saltation) eller længere bevægelse i luften (kaldet suspension). Af disse er saltation den mest betydningsfulde. Hophøjden er som regel kun få cm, hoplængden 6-20 cm, og nedslaget sker med en vinkel på 10°-16°. Den fører til dannelse af små vindribber i sandfladen, med en indbyrdes afstand på 6-12 cm, let asymmetriske med en lidt stejlere læside og ½-¼ cm dybe dale mellem ribberne, som over tid og ved større vindhastigheder kan føre til dannelse af større sandformationer. Vindribberne dannes under bestemte betingelser skabt af vindens tryk: ved øget vindstyrke bliver bølgelængden større, og forsvinder helt ved storm. Saltationen bevirker, at tungere sandkorn får et puf fremad: de kryber.

### Skjoldklit
Hvis ophobningen af sand sker over en større, ru overflade, kan der dannes en skjoldklit med op til ca. 10 cm. højde og en lille, skarp kant i vindretningen. Der er tale om en let forhøjet sandflade, som dækker et større eller mindre område.
Hvis der er tilstrækkeligt med sand til rådighed og vinden er vedvarende og kraftig, kan skjoldklitten udvikle sig til en primær bakhan. Denne har form som en halvmåne og kan blive op til 1 meter i højden og 100 m i tværsnit. Spidserne peger med vinden, fordi siderne bevæger sig hurtigere end den centrale del, og formen kan efterhånden få ret lange "horn". Over tid vil hele formationen bevæge sig hen over fladen.
Både skjoldklitter og primære barkhaner er vandrende klitter.

### Tungeklit
På samme måde, som tærskelværdien er bestemmende for, at vinden kan igangsætte sandtransport, er den også bestemmende for ophør af denne. Hvis vinden ændrer hastighed, eller hvis fx vegetation, en sten eller andet, midlertidigt svækker vindens bæreevne, vil en del af det transporterede materiale atter ophøre med at bevæge sig og falde til jorden. Derved kan der ske en ophobning af materiale. Klitter, der dannes på grund af læ fra planter, kaldes biologisk betingede (organogene). Det læ, som en sten eller andet giver, rækker 10-15 gange genstandens højde bagud og 4-5 gange op mod vinden. Det er i dette læområde, at sandophobningen finder sted. Det ophobede sand vil aftage jævnt i tykkelse og spidse til som en tungeklit.

### Tueklit
Tilsvarende gælder for plantetuer, især af hjælme. Hjælme har en særlig evne til at vokse opad ud af sanddækket og betyder derfor meget for en ophobning af sand. Hjælme har et veludviklet rodnet, der bidrager til at fastholde sandet. Da hjælme er bøjelige og gennemblæselige, mangler sandtungen på luvsiden. Lætungen kan blive lang og med konveks krumning. Sådanne tueklitter kan ved fortsat pålejning vokse til betydelig størrelse, 0,5-1 meter i højden og op til 10 meter i udstrækning.
Under gunstige forhold kan der dannes flere tueklitter, som efterhånden kan vokse sammen til et sammenhængende sanddække, der kan omfatte store områder.

### Halvmåneklit
I takt med, at klitdannelsen vokser, vil den ændre form. Når klithøjden vokser til 30-40 cm, opstår der en stejl læside på 25°-30°, mens luvsiden får en hældning på 5°-12°. Klitten får efterhånden en halvmåneagtig form, fordi siderne vandrer hurtigere end toppen på grund af de mindre sandmængder, indtil de får et vist læ af klittens hovedmasse. Denne klitform kaldes med et arabisk ord for en barkhan. Sandet bevæger sig op ad den svagt hældende forside indtil, den falder ned på den stejlere læside, hvis hældningsvinkel er bestemt af den stejlhed, hvorved sandet kan stables uden at skride. Overskrides denne grænse, indtræder sandskred. Barkhanen kan vokse til en vis størrelse, hvorefter den fastholder denne størrelse under sin videre vandring.

### Parabelklit
Ved siden af de klitformer, som dannes ved ophobning af sand, findes der klitformer dannede ved gennembrud. Når sand fra stranden blæses ind over land, kan de spredte tueklitter vokse sammen i en aflang klitrække mere eller mindre parallelt med kysten, en tværklit, beliggende lige over højvandslinjen og eventuelt til dels fastholdt af beplantning. Under visse forhold, fx en uensartet bevoksning eller ødelæggelse af bevoksningen ved færdsel, kan der ske det, at vinden tager fat i det ophobede og nu ubeskyttede sand og fører det videre ind i land. Der dannes med andre ord et hul i klitten, en vindkule. Denne vindkule kan som følge af fortsat erosion af vinden udvides til en vindrende, hvor det bortblæste sand aflejres længere inde. Der dannes således en halvmåneformet klitdannelse, hvor vinden blæser fra den åbne side af U-formen. Efterhånden kan den oprindelige kystparallelle klitdannelse blive opløst i mere eller mindre selvstændige U-formede klitdannelser, kaldet parabelklitter.

### Miler og rimmer
Hvis parabelklitten udsættes for vedvarende vindpåvirkning og vegetationen mindskes, kan den centrale del undertiden frigøre sig fra armene og begynde at vandre for sig selv som en storklit kaldet mile. Miler har ingen vegetation, ofte ovale af form og kan vokse til en størrelse på 20-30 meter i højden og en udstrækning på fra 100 meter til 1 km. En mile kaldes også for en sekundær bakhan. Den største mile i Danmark er Råbjerg Mile.
De tidligere klitarme forbliver tilbage og kaldes for klitrimmer.

### Andre klitformer
Ved siden af de enkle klitformer findes en række andre, hvis dannelse kan være betingede af forskellige forhold, så som tidsmæssig ændring af vindretning, fx stjerneklitter.

## Typer af Klitter
Klitter kan inddeles i to hovedtyper: vandreklitter og stabiliserede, det vil sige bevoksede, klitter.

### Vandreklitter
Klittens sand føres efterhånden af vinden opad i dens vindside til toppen og falder så ned på læsiden; herved "vandrer" klitten langsomt frem i vindens retning.
Klitter, der ikke sikres, kan vandre langt i løbet af forholdsvis kort tid. Den største vandreklit i Danmark, som nu er fredet og altså får lov til at bevæge sig frit, er Råbjerg Mile ved Skagen. Klitten bevæger sig i øst-vestlig retning og er formet som en såkaldt parabelklit med to lange parabel-arme, der strækker sig mod vest. Den næststørste vandreklit i Danmark er Rubjerg Knude.

### Kystklitter
Den klitdannelse, der er mest udsat for vandring, er forklitten, det vil sige den, som befinder sig nærmest havet, som (endnu) ikke er beskyttet mod erosion, og som er den mest udsatte for vindens påvirkning. Imidlertid vil klitplanter indfinde sig, og disse holder mere eller mindre på sandet og kan modvirke vandring. Klitten stabiliseres.
Kystklitterne findes specielt ved Jyllands vestkyst, ved Vadehavsøerne, på Læsø og Anholt og ved Nordsjællands kyst. Ved Jyllands vestkyst kan klitbæltet blive op til 15 km bredt. Her findes også Blåbjerg Klit, der med ca. 64 m er Danmarks højeste.
Ifølge oplysninger fra Landbrugsministeriets arealdatakontor består 4% af landets areal af flyvesandsarealer. Klitgryde er en lavning mellem klitter. Ofte benyttes en klitgryde til ophold for strandens gæster, hvor de kan ligge i læ for både vinden og de andre gæsters blikke.

## Størrelse
Der er stor forskel på hvor store klitterne bliver. På middelhavskysten i Frankrig bliver de kun ca. 6-7 m, Barkhanerne i Turkestan bliver sjældent over 10 m, i Jylland når klitterne op til 30 m, i den libyske ørken er de normalt 20-30 m, i Gascogne bliver de op til 50 m, og i Sahara kan de nå en højde af 200 m.

## Skadevirkninger
Det kan forårsage stor skade, når klitterne vandrer hen over sandede jord. Det dækkende flyvesand kan tage sandet i underlaget med i sin flugt, så klitten på sin vandring tager underlaget med sig. Dette kvæler vegetationen og kan grave huller, kaldet brøndsteder der kan være flere meter dybe.
Arkæologiske undersøgelser har vist, at der allerede i jernalder og vikingetid var problemer med dyrkning på sandede jorder på grund af sandflugt, og især tiden mellem 1500 og 1800 var Danmark plaget af sandflugt, hvilket førte til klage blandt bønderne. Allerede i 1539 bestemte Christian III ved en forordning, at det skulle være bønderne forbudt at rykke klitgræs op for at anvende det til vinterfoder og tækkemateriale. I begyndelsen af 1700-tallet blev Asserbo og Tisvilde ramt af en så voldsom sandflugt, at flyvesandet nåede op til taget af Tibirke Kirke og en hel landsby angiveligt blev begravet i flyvesand. Efterfølgende lykkedes det i tiden 1724-1738 ved opstilling af risgærder samt plantning og såning at dæmpe sandflugten. I løbet af 1700-tallet skete der en stigende indsats for at modvirke sandflugt, især i Jylland, og i 1792 blev der vedtaget en forordning, som pålagde indgreb og tiltag for at stoppe sandflugt, hvilket skulle vise sig at vende udviklingen. I perioden 1790-1810 skete en omfattende skovrejsning dels ved Tisvilde, dels på Alheden, men først i slutningen af 1800-tallet var klitplantagerne voksede til en sådan størrelse, ca. 20.000 hektar, at de for alvor fik betydning. Denne udvikling må ses i lyset af, at Danmark i 1867 fik en sandflugtslov, som siden har udgjort kernen i sandflugtsbekæmpelsen. Men inden det kom så vidt, fortsatte sandflugtens skadevirkninger. Mest kendt er, at Skagens gamle kirke blev tilsandet 1775. På Sild blev Rantum kirke revet ned da klitten nåede den i 1757, og blot 34 år senere, i 1791, begyndte ruinerne af kirken at dukke frem igen på klittens vindside, da klitten havde vandret hen over kirken.
Man forsøger at begrænse denne vandring, ved at plante klitplanter, ikke mindst hjælme (Ammophila arenaria). I Danmark er der kun få ubevoksede klitter, kaldet miler. Den største er den fredede Råbjerg Mile syd for Kandestederne, den vandrer ca. 8 m/år mod øst, og når det stormer kan man se dens vandring.
Klitter kan få betydning ved at vandre ud i søer eller fjorde og opfylde disse. Således blev Hanvejle og Bygholm vejle i Limfjorden næsten udfyldte i slutningen af det 18. århundrede.

## Klitflora
Klitten er en af de mest ustabile biotoper, da sandet konstant flyttes rundt. Først når ekstremt hårdføre planter får fat, bliver klitten stabiliseret. Flere steder i Danmark består kystsikringen af udplantning af hjælme til at holde på klitterne for at forhindre sandflugt. Klitternes bevoksning varierer meget og kan inddeles i bælter: Den hvide klit, den grønne klit, eller grønsværklitten og den grå klit.

### Den hvide klit
Den yderste klit, der konstant er i bevægelse og kun nogle steder er bevokset med de mest hårdføre planter som marehalm og hjælme, kaldes den hvide klit. Sandet er her ofte meget kalkrigt, da det er blandet op med stumper af døde havdyrs skaller. Den hvide klit er et barsk sted for planter – da der både er ekstremt tørt, salt- og vindpåvirket. Kun enkelte arter er så godt tilpassede, at de kan overleve i den hvide klit. Det gælder for eksempel for Marehalm, Strandkål, Sand-Hjælme, Strandkvik og Strand-Mandstro.

### Grønsværklitten
Når den hvide klit langsomt bliver bevokset, bliver plantesamfundet gradvist mere stabilt og andre planter kan dermed indvandre. Sandet er her stadig meget kalkholdigt. Næste stadie i successionen er nu grønsværklitten. Her er en frodig vegetation af forskellige græsser og blomsterplanter – for eksempel: Gul Snerre, Rød Svingel, Sand-Hjælme, mosser og laver.

### Den grå klit
I overgangen videre fra grønsværklitten forekommer ofte et bælte, der bliver kaldt den brune klit. Her vokser overvejende brune mosser og laver, der giver klitten dens navn. Den brune klit går over i den grå klit. Sandet ved den grå klit er udvasket for de fleste næringsstoffer, og det reagerer surt. Det er samtidig så stabiliseret, at mosser og laver, f.eks. rensdyrlaver og bægerlaver, kan gro. Den ringe næring favoriserer laverne og mosserne, der er meget nøjsomme. Det er mosaikker af disse vækster, der giver klitten dens farve og særpræg. Mosser og laver vokser ekstremt langsomt. Selv en lille pude mos, eller en stump rensdyrlav på størrelse med en hånd kan være 10-30 år om at gro op, så den grå klits samfund er gammelt. Rodnettet er overfladisk og gør dette bælte meget sårbart overfor slid – f.eks. strandgæsters færden. Bliver der først slidt hul i bevoksningen, så vinden igen kan få fat i sandet, udvikles bare indsande, kaldet vindbrud, hvor sandet igen flyttes rundt, og planterne har svært ved at indvandre igen.

### Klithede
Næste trin i udviklingen fremkommer, når et lille lag af organisk materiale har lejret sig ovenpå sandet. Hermed indvandrer igen nye planter, og klitten kaldes nu en klithede. Her dominerer Almindelig Revling og Hedelyng. I våde områder på klitheden ses også Klokke-Lyng og Liden Klokke.
Ved de fleste danske sandstrande er der hvide klitter, hvor strandens gæster ofte ligger i læ i gryderne mellem de enkelte klitter et stykke fra vandkanten.

## Kendte klitforekomster
Klitter findes i Danmark især langs hele Jyllands vestkyst fra Skagen i nord til Skallingen i syd og fortsætter på Fanø, Mandø og Rømø, videre på de frisiske øer i Vadehavet og dækker således stort set hele Vesterhavets øst- og sydkyst. Endvidere findes de i Jylland i mindre områder, indsande og indlandsklitter (fx Staldbakkerne på Randbøl Hede), i det indre af halvøen, samt ved Dueodde på Bornholm og Tisvilde på Sjælland. I Sønderjylland er der en klitrække på hver side af marsken. Afstanden mellem de to rækker er op til 35 km. Det er den inderste række der er den ældste af de to.